# Rio Volcova

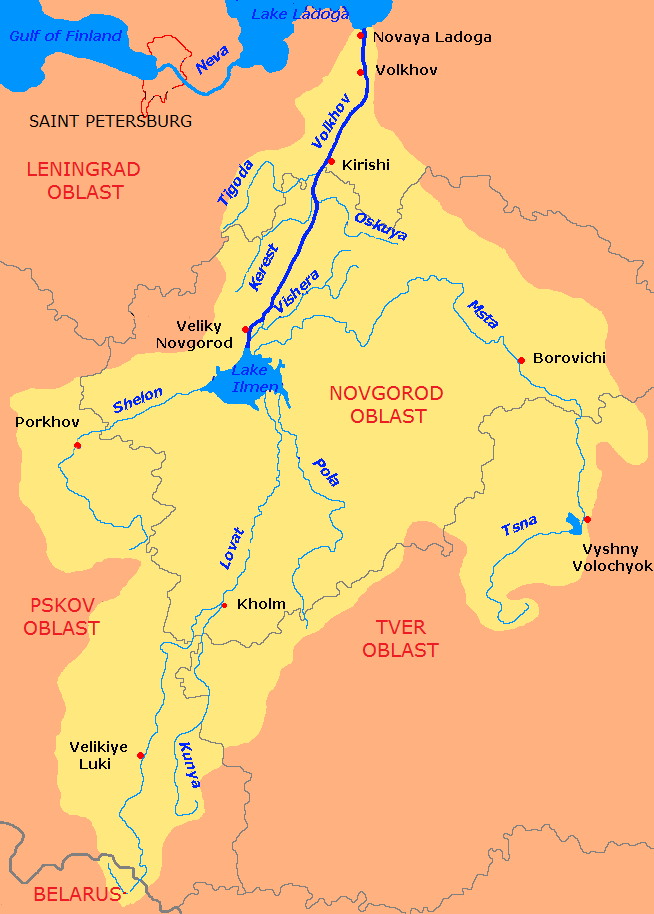
Bacia hidrográfica do rio Volcova.

O rio Volcova ou Volkhov (em russo:  Река́  Во́лхов, transl. Reká Vólkhov) é situado nos distritos de Novgorod e Chudovo do oblaste de Novogárdia e de Kirish e Volcova do oblast de Leningrado, no noroeste da Rússia. Ele liga o Lago Ilmen ao Lago Ladoga, e pertence à bacia hidrográfica do rio Neva. Sua extensão é de 224 quilômetros, e a área total de sua bacia é de 80.200 quilômetros quadrados. As cidades de Novogárdia Magna, Tchudovo, Kirishi, Volcova e Nova Ladoga, assim como a aldeia (selo) de Velha Ladoga, um sítio de grande importância histórica, localizam-se às margens do Volcova. O rio é totalmente navegável, embora não conte com um sistema de transporte de passageiros.
A etimologia do nome é pouco clara, embora seja tradicionalmente associada a palavras em idiomas regionais referentes a sacerdotes pagãos (em russo:  волхв, transl. volkhv, em finlandês:  velho).

## Geografia
O Volcova se inicia como afluente do lago Ilmen, e corre em direção ao norte, até desaguar no lago Ladoga, o maior lago da Europa. É o segundo maior afluente do Ladoga, e é navegável ao longo de toda a sua extensão. Sua vazão varia muito, dependendo especialmente do nível do lago Ilmen. Existem relatos de que o Volcova mudaria a direção de seu curso em suas seções mais elevadas em circunstâncias excepcionais. Sua superfície costuma ficar congelada do fim de novembro ao início de abril.
Seu nível de água costuma ser regulado pela represa da Usina Hidroelétrica de Volcova (a primeira represa hidroelétrica soviética, inaugurada em 19 de dezembro de 1926, sob as diretrizes do plano GOELRO), situada a 25 quilômetros da foz do rio. Além de gerar energia elétrica, a represa serve para facilitar a navegação nas partes mais baixas do rio, conhecidas anteriormente por suas corredeiras.
Possui uma ligação com o rio Msta através do Canal de Siversov, e com os rios Neva, Syas e Svir através do Novo Canal de Ladoga. Seus principais afluentes são o Vishera, na margem direita, que deságua num braço do Volcova Menor; o Kerest, na margem esquerda; o Oskuia, na margem direita; o Ptchovja, na direita; o Tigoda, na esquerda; o Tchornaia, na direita; o Vloia, na esquerda; e o Olomna, na esquerda.
Sua bacia hidrográfica inclui grandes trechos dos oblastes de Novgorod e Leningrado, bem como áreas do oblast de Tver, de Pescóvia, na Rússia, assim como o Vitebsk, na Bielorrússia. Os principais rios dessa bacia são o Msta, o Lovat, o Pola e o Shelon.

## História

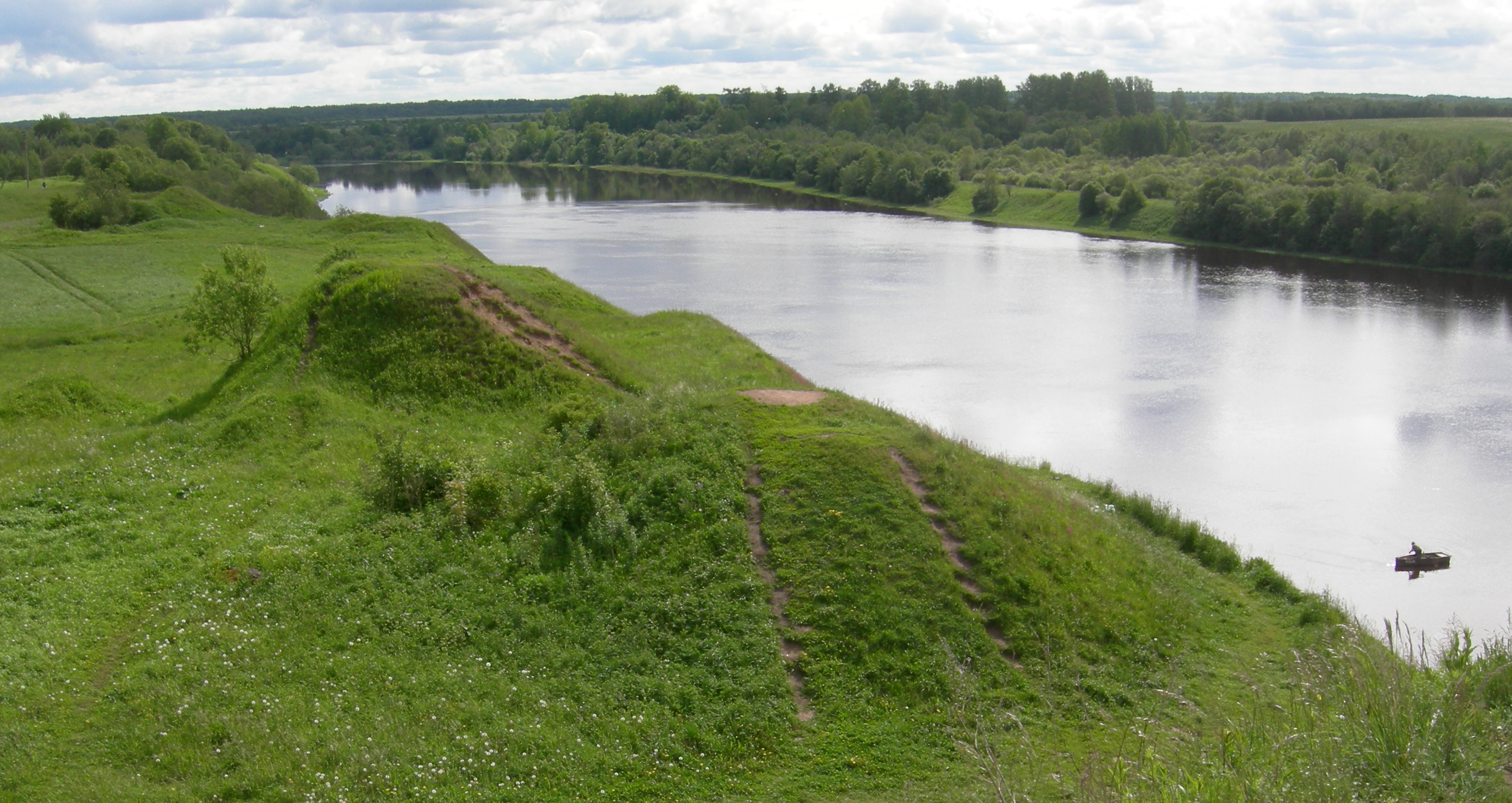
Sepulturas viquingues dos séculos VIII-X ao longo das margens do Volcova, próximas a Velha Ladoga

Apesar de seu tamanho relativamente pequeno, o Volcova teve um papel crucial na história e na economia da Rússia; como reconhecimento deste fato, uma imagem que o representa aparece entre os monumentos alegóricos dedicados aos quatro principais rios da Rússia (os outros são o Volga, Dniepre e o Neva) nas colunas rostrais da Antiga Bolsa de São Petersburgo. Seu papel no comércio local se deve à sua posição de único rio que ligava o interior da Rússia com a saída ao norte, ao mar Báltico, enquanto os outros grandes rios da região levavam ao sul, ao mar Cáspio e ao mar Negro.
Em meados do século IX, o Volcova era uma artéria comercial densamente povoada do Canato de Rus', dominado pelos varegues. Era parte vital da rota comercial mais importante que ligava o Norte da Europa ao Orient, através do Volga (rota comercial do Volga) e do Dniepre (rota comercial dos varegues com os gregos). A antiga capital russa de Velha Ladoga, e uma de suas cidades medievais mais importantes, Novogárdia Magna, localizavam-se às suas margens.
Após adentrarem o Volcova nas localidades de Gorchakovshchina e Lyubsha, os navios mercantis dos viquingues ancoravam no centro comercial de Aldeigia (Ladoga). De lá, seguiam rio acima, passando por uma série de quedas d'água, protegidas pelas fortalezas de Novye Duboviki e Gorodishche. Havia ainda outro entreposto em Kholopy Gorodok, treze quilômetros a norte da atual Novogárdia Magna, então Holmgard, fundada nas proximidades do local onde o Volkhov desemboca no lago Ilmen.
"A maior parte destes assentamentos eram inicialmente de pequeno porte, não passando, provavelmente, de mais que meras estações que serviam para reabastecer [os viajantes], fornecendo[-lhes] uma oportunidade de redistribuir os itens ao longo das rotas fluviais e das caravanas." Especula-se que todos estes assentamentos pré-urbanos recebessem coletivamente o nome nórdico de Gardarícia.
Durante a Segunda Guerra Mundial o trecho do Volcova ao norte de Novogárdia Magna separou, por mais de dois anos (entre 1941 e 1944), as tropas soviéticas (na margem direita) e as alemãs (na margem esquerda).